# Nordjysk Brand- og Redningsskole
Nordjysk Brand og Redningsskole er beliggende i Hvims mellem Aalbæk og Jerup i Frederikshavn Kommune.
Redningsskole ejes af Frederikshavn kommune og drives som en del af kommunens daglige beredskab. (Frederikshavn Brandvæsen).

## Faciliteter
Skolen råder i dag over moderne undervisnings- og øvelsesfaciliteter bestående af:
- Skibsmodul i 4 etager på ca. 900 m².
- Røgdykkerbane
- Velfærdsbygning med undervisning/kantine/bad
- Klargøringsrum i forbindelse med røgdykkerbane
- Klargøringsrum i forbindelse med skibsmodul
- Gasanlæg
- Diverse kar til væskebrande – op til 19 m².
- Dækshus og standplads for øvelse med håndslukkere
- Overtændingscontainere

Ud over de maritime kurser tilbyder skolen også kursus i forbindelse med brandmandsuddannelsen. Heri kan også indgå maritime elementer.
57°34′07″N 10°21′55″Ø / 57.5685°N 10.3652°Ø